# Наша стварност (часопис)
Наша стварност је часопис који је излазио у кратком периоду (свега четири године), између два рата, тачније од 1936. до 1939. године. Часопис је излазио месечно и бавио се питањима уметности, књижевности, науке и културе.

## О часопису
Први број часописа Наша стварност изашао је као двоброј (1/2) за септембар и октобар 1936. године у Београду. Часопис је штампан у штампарији Планета, а власник и одговорни уредник часописа био је Александар Вучо. 

## Тематика
Од самог настанка часопис Наша стварност бавио се питањима културе, уметности, науке и књижевности, не заобилазећи у својим најширим културним оквирима ни питања друштвеног уређења, економског система, као ни модерне тенденције, како у друштву, тако у науци, књижевности и култури уопште. Широко оријентисана већ од првог броја Наша стварност проблематизује шире друштвено-културне контексте, те залази у филозофску тематику односа идеализма и материјализма према демократији или интерпретира борбу за мир у оквирима модерне историје. Студије посвећене уметности у часопису доносе приказе од есејистичких осврта на нашу славну књижевну прошлост до прилога посвећених напредној уметности београдских уметника. У првом броју часописа, поводом смрти Максима Горког, пише Бранислав Нушић. 
Ова концептуална оријентација пратиће и наредне бројеве који тематизују актуелну стварност, од друштвених заједница и правних питања попут колективних уговора, до кризе у медицини или социолошких аспеката вођства у странкама. Без задршке се проблематизују и негативни друштвени феномени попут фашизма, али и говори о односу рада и наднице, просвети и ослобођењу. Наша стварност je писала и о омпладинском покрету, демократизацији у музици и доносила бројне интересантне прилоге из књижевности, ауторску поезију и прозу и књижевне есеје.

## Аутори прилога
Сарадници Наше стварности били су: Бранислав Нушић, Владимир Дедијер, Јанко Ђоновић, Никола Ђоновић, Милан Дединац, Густав Крклец, Веселин Маслеша, Душан Матић, Јован Поповић, Јаша Продановић, Коста Рацин, Иван Рибар, Кирило Савић, Васа Стајић, Радован Зоговић, Милка Жицина и бројни други.

## Уредници
Власник и уредник листа био је Александар Вучо. Редакција часописа је била у дому Вучових у Јевремовој 32а.

## Штампа
Током кратке историје излажења Наша стварност штампана је у штампарији Планета, осим броја 17/18 за 1939. годину, који је штампан у штампарији „Смиљево”.